# Wahlkreis East Renfrewshire
| East Renfrewshire    |
| -------------------- |
| East Renfrewshire    |
| Gebildet             |
| 1885; 2005           |
| Abgeordneter         |
| Kirsten Oswald (SNP) |
| Regionen             |
| East Renfrewshire    |

East Renfrewshire ist ein Wahlkreis für das Britische Unterhaus. Er wurde 1885 geschaffen und bestand bis zu den Unterhauswahlen 1983, als er zugunsten des neugeschaffenen Wahlkreises Eastwood aufgelöst wurde. Im Zuge der Wahlkreisreform 2005 wurde East Renfrewshire wieder eingeführt. Der Wahlkreis deckt dieselben Gebiete wie Eastwood ab, sodass es sich lediglich um eine Umbenennung handelte. Der korrespondierende Wahlkreis Eastwood für das schottische Parlament besteht unabhängig weiterhin unter diesem Namen. Der Wahlkreis deckt die gesamte Council Area East Renfrewshire ab. Der Wahlkreis entsendet einen Abgeordneten.

## Wahlergebnisse

### Unterhauswahlen 1885
| Ergebnisse der Unterhauswahlen 1885 | Ergebnisse der Unterhauswahlen 1885 | Ergebnisse der Unterhauswahlen 1885 | Ergebnisse der Unterhauswahlen 1885 |
| Partei                              | Kandidat                            | Stimmen                             | %                                   |
| ----------------------------------- | ----------------------------------- | ----------------------------------- | ----------------------------------- |
| Liberal                             | James Finlayson                     | 3642                                | 53,7                                |
| Conservative                        | Allan Gilmour                       | 3144                                | 46,3                                |

### Unterhauswahlen 1886
| Ergebnisse der Unterhauswahlen 1886 | Ergebnisse der Unterhauswahlen 1886 | Ergebnisse der Unterhauswahlen 1886 | Ergebnisse der Unterhauswahlen 1886 |
| Partei                              | Kandidat                            | Stimmen                             | %                                   |
| ----------------------------------- | ----------------------------------- | ----------------------------------- | ----------------------------------- |
| Conservative                        | Hugh Shaw-Stewart                   | 3806                                | 61,0                                |
| Liberal                             | James Samuelson                     | 2438                                | 39,0                                |

### Unterhauswahlen 1892
| Ergebnisse der Unterhauswahlen 1892 | Ergebnisse der Unterhauswahlen 1892 | Ergebnisse der Unterhauswahlen 1892 | Ergebnisse der Unterhauswahlen 1892 |
| Partei                              | Kandidat                            | Stimmen                             | %                                   |
| ----------------------------------- | ----------------------------------- | ----------------------------------- | ----------------------------------- |
| Conservative                        | Hugh Shaw-Stewart                   | 4484                                | 56,9                                |
| Liberal                             | John G. Murdoch                     | 3397                                | 43,1                                |

### Unterhauswahlen 1895
Hugh Shaw-Stewart hielt sein Mandat ohne Gegenkandidaten.

### Unterhauswahlen 1900
Hugh Shaw-Stewart hielt sein Mandat ohne Gegenkandidaten.

### Unterhauswahlen 1906
| Ergebnisse der Unterhauswahlen 1906 | Ergebnisse der Unterhauswahlen 1906 | Ergebnisse der Unterhauswahlen 1906 | Ergebnisse der Unterhauswahlen 1906 |
| Partei                              | Kandidat                            | Stimmen                             | %                                   |
| ----------------------------------- | ----------------------------------- | ----------------------------------- | ----------------------------------- |
| Liberal                             | Robert Laidlaw                      | 6896                                | 50,3                                |
| Conservative                        | Hugh Shaw-Stewart                   | 6801                                | 49,7                                |

### Unterhauswahlen Januar 1910
| Ergebnisse der Unterhauswahlen Januar 1910 | Ergebnisse der Unterhauswahlen Januar 1910 | Ergebnisse der Unterhauswahlen Januar 1910 | Ergebnisse der Unterhauswahlen Januar 1910 | Ergebnisse der Unterhauswahlen Januar 1910 |
| Partei                                     | Kandidat                                   | Stimmen                                    | %                                          | ±                                          |
| ------------------------------------------ | ------------------------------------------ | ------------------------------------------ | ------------------------------------------ | ------------------------------------------ |
| Conservative                               | John Gilmour                               | 9645                                       | 52,4                                       | +2,7                                       |
| Liberal                                    | Robert Laidlaw                             | 8771                                       | 47,6                                       | −2,7                                       |

### Unterhauswahlen Dezember 1910
| Ergebnisse der Unterhauswahlen Dezember 1910 | Ergebnisse der Unterhauswahlen Dezember 1910 | Ergebnisse der Unterhauswahlen Dezember 1910 | Ergebnisse der Unterhauswahlen Dezember 1910 | Ergebnisse der Unterhauswahlen Dezember 1910 |
| Partei                                       | Kandidat                                     | Stimmen                                      | %                                            | ±                                            |
| -------------------------------------------- | -------------------------------------------- | -------------------------------------------- | -------------------------------------------- | -------------------------------------------- |
| Conservative                                 | John Gilmour                                 | 10.063                                       | 53,1                                         | +0,7                                         |
| Liberal                                      | Ian Macpherson                               | 8883                                         | 46,9                                         | −0,7                                         |

### Unterhauswahlen 1918
| Ergebnisse der Unterhauswahlen 1918 | Ergebnisse der Unterhauswahlen 1918 | Ergebnisse der Unterhauswahlen 1918 | Ergebnisse der Unterhauswahlen 1918 |
| Partei                              | Kandidat                            | Stimmen                             | %                                   |
| ----------------------------------- | ----------------------------------- | ----------------------------------- | ----------------------------------- |
| Coalition Liberal                   | Joseph Johnstone                    | 13.107                              | 72,2                                |
| Labour                              | Robert Spence                       | 5048                                | 27,8                                |

### Unterhauswahlen 1922
| Ergebnisse der Unterhauswahlen 1922 | Ergebnisse der Unterhauswahlen 1922 | Ergebnisse der Unterhauswahlen 1922 | Ergebnisse der Unterhauswahlen 1922 | Ergebnisse der Unterhauswahlen 1922 |
| Partei                              | Kandidat                            | Stimmen                             | %                                   | ±                                   |
| ----------------------------------- | ----------------------------------- | ----------------------------------- | ----------------------------------- | ----------------------------------- |
| Labour                              | Robert Nichol                       | 9708                                | 42,4                                | +14,6                               |
| Unionist                            | F. Lobnitz                          | 9158                                | 40,0                                | +40,0                               |
| Liberal                             | Joseph Johnstone                    | 4013                                | 17,5                                | −54,7                               |

### Unterhauswahlen 1923
| Ergebnisse der Unterhauswahlen 1923 | Ergebnisse der Unterhauswahlen 1923 | Ergebnisse der Unterhauswahlen 1923 | Ergebnisse der Unterhauswahlen 1923 | Ergebnisse der Unterhauswahlen 1923 |
| Partei                              | Kandidat                            | Stimmen                             | %                                   | ±                                   |
| ----------------------------------- | ----------------------------------- | ----------------------------------- | ----------------------------------- | ----------------------------------- |
| Labour                              | Robert Nichol                       | 9857                                | 44,6                                | +2,2                                |
| Unionist                            | F. Lobnitz                          | 9349                                | 42,3                                | +2,3                                |
| Liberal                             | W. Crawford                         | 2887                                | 13,1                                | −4,4                                |

### Unterhauswahlen 1924
| Ergebnisse der Unterhauswahlen 1924 | Ergebnisse der Unterhauswahlen 1924 | Ergebnisse der Unterhauswahlen 1924 | Ergebnisse der Unterhauswahlen 1924 | Ergebnisse der Unterhauswahlen 1924 |
| Partei                              | Kandidat                            | Stimmen                             | %                                   | ±                                   |
| ----------------------------------- | ----------------------------------- | ----------------------------------- | ----------------------------------- | ----------------------------------- |
| Unionist                            | Alexander Munro MacRobert           | 13.716                              | 55,7                                | +13,4                               |
| Labour                              | Robert Nichol                       | 10.903                              | 44,3                                | −0,3                                |

### Nachwahlen 1926
Mit der Ernennung von Alexander Munro MacRobert zum Solicitor General for Scotland wurden im Wahlkreis East Renfrewshire Nachwahlen durchgeführt.
| Ergebnisse der Nachwahlen 1926 | Ergebnisse der Nachwahlen 1926 | Ergebnisse der Nachwahlen 1926 | Ergebnisse der Nachwahlen 1926 | Ergebnisse der Nachwahlen 1926 |
| Partei                         | Kandidat                       | Stimmen                        | %                              | ±                              |
| ------------------------------ | ------------------------------ | ------------------------------ | ------------------------------ | ------------------------------ |
| Unionist                       | Alexander Munro MacRobert      | 11.817                         | 52,0                           | −3,7                           |
| Labour                         | John Martin Munro              | 10.889                         | 48,0                           | +3,7                           |

### Unterhauswahlen 1929
| Ergebnisse der Unterhauswahlen 1929 | Ergebnisse der Unterhauswahlen 1929 | Ergebnisse der Unterhauswahlen 1929 | Ergebnisse der Unterhauswahlen 1929 | Ergebnisse der Unterhauswahlen 1929 |
| Partei                              | Kandidat                            | Stimmen                             | %                                   | ±                                   |
| ----------------------------------- | ----------------------------------- | ----------------------------------- | ----------------------------------- | ----------------------------------- |
| Unionist                            | Alexander Munro MacRobert           | 18.487                              | 52,2                                | +0,2                                |
| Labour                              | John Martin Munro                   | 16.924                              | 47,8                                | −0,2                                |

### Nachwahlen 1930
Mit dem Ableben von Alexander Munro MacRobert wurden im Wahlkreis East Renfrewshire Nachwahlen nötig.
| Ergebnisse der Nachwahlen 1930 | Ergebnisse der Nachwahlen 1930 | Ergebnisse der Nachwahlen 1930 | Ergebnisse der Nachwahlen 1930 | Ergebnisse der Nachwahlen 1930 |
| Partei                         | Kandidat                       | Stimmen                        | %                              | ±                              |
| ------------------------------ | ------------------------------ | ------------------------------ | ------------------------------ | ------------------------------ |
| Unionist                       | Douglas Douglas-Hamilton       | 19.753                         | 53,6                           | +1,4                           |
| Independent Labour             | T. Irwin                       | 12.293                         | 33,3                           | −14,5                          |
| National Party                 | W. O. Brown                    | 4818                           | 13,1                           | +13,1                          |

### Unterhauswahlen 1931
| Ergebnisse der Unterhauswahlen 1931 | Ergebnisse der Unterhauswahlen 1931 | Ergebnisse der Unterhauswahlen 1931 | Ergebnisse der Unterhauswahlen 1931 | Ergebnisse der Unterhauswahlen 1931 |
| Partei                              | Kandidat                            | Stimmen                             | %                                   | ±                                   |
| ----------------------------------- | ----------------------------------- | ----------------------------------- | ----------------------------------- | ----------------------------------- |
| Unionist                            | Douglas Douglas-Hamilton            | 27.740                              | 59,4                                | +5,8                                |
| Labour                              | J. Strain                           | 12.477                              | 26,7                                | −6,6                                |
| National Party                      | W. O. Brown                         | 6498                                | 13,9                                | +0,8                                |

### Unterhauswahlen 1935
| Ergebnisse der Unterhauswahlen 1935 | Ergebnisse der Unterhauswahlen 1935 | Ergebnisse der Unterhauswahlen 1935 | Ergebnisse der Unterhauswahlen 1935 | Ergebnisse der Unterhauswahlen 1935 |
| Partei                              | Kandidat                            | Stimmen                             | %                                   | ±                                   |
| ----------------------------------- | ----------------------------------- | ----------------------------------- | ----------------------------------- | ----------------------------------- |
| Unionist                            | Douglas Douglas-Hamilton            | 35.121                              | 55,6                                | −3,8                                |
| Labour Co-operative                 | J. Barr                             | 21.475                              | 34,0                                | +7,3                                |
| SNP                                 | W.O. Brown                          | 6593                                | 10,4                                | −3,5                                |

### Nachwahlen 1940
Nachdem Douglas Douglas-Hamilton, 14. Duke of Hamilton in den Stand eines Peers erhoben wurde und damit sein Unterhausmandat zurückgab, waren im Wahlkreis East Renfrewshire Nachwahlen nötig.
| Ergebnisse der Nachwahlen 1940 | Ergebnisse der Nachwahlen 1940 | Ergebnisse der Nachwahlen 1940 | Ergebnisse der Nachwahlen 1940 | Ergebnisse der Nachwahlen 1940 |
| Partei                         | Kandidat                       | Stimmen                        | %                              | ±                              |
| ------------------------------ | ------------------------------ | ------------------------------ | ------------------------------ | ------------------------------ |
| Unionist                       | Guy Lloyd                      | 34.316                         | 80,7                           | +25,1                          |
| Independent Labour             | Annie Maxton                   | 8206                           | 19,3                           | −14,7                          |

### Unterhauswahlen 1945
| Ergebnisse der Unterhauswahlen 1945 | Ergebnisse der Unterhauswahlen 1945 | Ergebnisse der Unterhauswahlen 1945 | Ergebnisse der Unterhauswahlen 1945 | Ergebnisse der Unterhauswahlen 1945 |
| Partei                              | Kandidat                            | Stimmen                             | %                                   | ±                                   |
| ----------------------------------- | ----------------------------------- | ----------------------------------- | ----------------------------------- | ----------------------------------- |
| Unionist                            | Guy Lloyd                           | 42.310                              | 53,6                                | −27,1                               |
| Labour Co-operative                 | D. McArthur                         | 36.634                              | 46,4                                | +27,1                               |

### Unterhauswahlen 1950
| Ergebnisse der Unterhauswahlen 1950 | Ergebnisse der Unterhauswahlen 1950 | Ergebnisse der Unterhauswahlen 1950 | Ergebnisse der Unterhauswahlen 1950 | Ergebnisse der Unterhauswahlen 1950 |
| Partei                              | Kandidat                            | Stimmen                             | %                                   | ±                                   |
| ----------------------------------- | ----------------------------------- | ----------------------------------- | ----------------------------------- | ----------------------------------- |
| Unionist                            | Guy Lloyd                           | 31.650                              | 65,4                                | +11,8                               |
| Labour                              | W.L. Taylor                         | 16.716                              | 34,6                                | −11,8                               |

### Unterhauswahlen 1951
| Ergebnisse der Unterhauswahlen 1951 | Ergebnisse der Unterhauswahlen 1951 | Ergebnisse der Unterhauswahlen 1951 | Ergebnisse der Unterhauswahlen 1951 | Ergebnisse der Unterhauswahlen 1951 |
| Partei                              | Kandidat                            | Stimmen                             | %                                   | ±                                   |
| ----------------------------------- | ----------------------------------- | ----------------------------------- | ----------------------------------- | ----------------------------------- |
| Unionist                            | Guy Lloyd                           | 31.908                              | 65,8                                | +0,4                                |
| Labour                              | D.J. Phillips                       | 16.588                              | 34,2                                | +0,4                                |

### Unterhauswahlen 1955
| Ergebnisse der Unterhauswahlen 1955 | Ergebnisse der Unterhauswahlen 1955 | Ergebnisse der Unterhauswahlen 1955 | Ergebnisse der Unterhauswahlen 1955 | Ergebnisse der Unterhauswahlen 1955 |
| Partei                              | Kandidat                            | Stimmen                             | %                                   | ±                                   |
| ----------------------------------- | ----------------------------------- | ----------------------------------- | ----------------------------------- | ----------------------------------- |
| Unionist                            | Guy Lloyd                           | 30.959                              | 68,3                                | +2,5                                |
| Labour                              | D.J. Phillips                       | 14.371                              | 31,7                                | −2,5                                |

### Unterhauswahlen 1959
| Ergebnisse der Unterhauswahlen 1959 | Ergebnisse der Unterhauswahlen 1959 | Ergebnisse der Unterhauswahlen 1959 | Ergebnisse der Unterhauswahlen 1959 | Ergebnisse der Unterhauswahlen 1959 |
| Partei                              | Kandidat                            | Stimmen                             | %                                   | ±                                   |
| ----------------------------------- | ----------------------------------- | ----------------------------------- | ----------------------------------- | ----------------------------------- |
| Unionist                            | Betty Harvie Anderson               | 29.672                              | 58,7                                | −9,6                                |
| Labour                              | A.J. Houston                        | 14.579                              | 28,8                                | −2,9                                |
| Liberal                             | D.M.H. Starforth                    | 6339                                | 12,5                                | +12,5                               |

### Unterhauswahlen 1964
| Ergebnisse der Unterhauswahlen 1964 | Ergebnisse der Unterhauswahlen 1964 | Ergebnisse der Unterhauswahlen 1964 | Ergebnisse der Unterhauswahlen 1964 | Ergebnisse der Unterhauswahlen 1964 |
| Partei                              | Kandidat                            | Stimmen                             | %                                   | ±                                   |
| ----------------------------------- | ----------------------------------- | ----------------------------------- | ----------------------------------- | ----------------------------------- |
| Conservative                        | Betty Harvie Anderson               | 27.846                              | 52,5                                | −6,2                                |
| Labour                              | J.S. Gordon                         | 16.503                              | 31,1                                | +2,3                                |
| Liberal                             | D.M.H. Starforth                    | 8655                                | 16,3                                | +3,8                                |

### Unterhauswahlen 1966
| Ergebnisse der Unterhauswahlen 1966 | Ergebnisse der Unterhauswahlen 1966 | Ergebnisse der Unterhauswahlen 1966 | Ergebnisse der Unterhauswahlen 1966 | Ergebnisse der Unterhauswahlen 1966 |
| Partei                              | Kandidat                            | Stimmen                             | %                                   | ±                                   |
| ----------------------------------- | ----------------------------------- | ----------------------------------- | ----------------------------------- | ----------------------------------- |
| Conservative                        | Betty Harvie Anderson               | 28.017                              | 53,2                                | +0,7                                |
| Labour                              | R. Lochrie                          | 17.426                              | 33,1                                | +2,0                                |
| Liberal                             | J.W. McHardy                        | 7252                                | 13,8                                | −2,5                                |

### Unterhauswahlen 1970
| Ergebnisse der Unterhauswahlen 1970 | Ergebnisse der Unterhauswahlen 1970 | Ergebnisse der Unterhauswahlen 1970 | Ergebnisse der Unterhauswahlen 1970 | Ergebnisse der Unterhauswahlen 1970 |
| Partei                              | Kandidat                            | Stimmen                             | %                                   | ±                                   |
| ----------------------------------- | ----------------------------------- | ----------------------------------- | ----------------------------------- | ----------------------------------- |
| Conservative                        | Betty Harvie Anderson               | 29.163                              | 52,1                                | −1,1                                |
| Labour                              | J. Carnegie                         | 16.062                              | 28,7                                | −4,4                                |
| Liberal                             | M. Watt                             | 7053                                | 12,6                                | −1,2                                |
| SNP                                 | J.M. Buchanan                       | 3733                                | 6,7                                 | +6,7                                |

### Unterhauswahlen Februar 1974
| Ergebnisse der Unterhauswahlen Februar 1974 | Ergebnisse der Unterhauswahlen Februar 1974 | Ergebnisse der Unterhauswahlen Februar 1974 | Ergebnisse der Unterhauswahlen Februar 1974 | Ergebnisse der Unterhauswahlen Februar 1974 |
| Partei                                      | Kandidat                                    | Stimmen                                     | %                                           | ±                                           |
| ------------------------------------------- | ------------------------------------------- | ------------------------------------------- | ------------------------------------------- | ------------------------------------------- |
| Conservative                                | Betty Harvie Anderson                       | 25.713                                      | 50,6                                        | −1,5                                        |
| Labour                                      | R.S. Stewart                                | 10.227                                      | 20,1                                        | −8,6                                        |
| Liberal                                     | W.G.A. Craig                                | 9588                                        | 18,9                                        | +6,3                                        |
| SNP                                         | S. Watterson                                | 5268                                        | 10,4                                        | +3,7                                        |

### Unterhauswahlen Oktober 1974
| Ergebnisse der Unterhauswahlen Oktober 1974 | Ergebnisse der Unterhauswahlen Oktober 1974 | Ergebnisse der Unterhauswahlen Oktober 1974 | Ergebnisse der Unterhauswahlen Oktober 1974 | Ergebnisse der Unterhauswahlen Oktober 1974 |
| Partei                                      | Kandidat                                    | Stimmen                                     | %                                           | ±                                           |
| ------------------------------------------- | ------------------------------------------- | ------------------------------------------- | ------------------------------------------- | ------------------------------------------- |
| Conservative                                | Betty Harvie Anderson                       | 19.847                                      | 41,4                                        | −9,2                                        |
| SNP                                         | I. Jenkins                                  | 11.137                                      | 23,2                                        | +12,8                                       |
| Labour                                      | C.J. Roberts                                | 9997                                        | 20,8                                        | +0,7                                        |
| Liberal                                     | W.G.A. Craig                                | 7015                                        | 14,6                                        | −4,3                                        |

### Unterhauswahlen 1979
| Ergebnisse der Unterhauswahlen 1979 | Ergebnisse der Unterhauswahlen 1979 | Ergebnisse der Unterhauswahlen 1979 | Ergebnisse der Unterhauswahlen 1979 | Ergebnisse der Unterhauswahlen 1979 |
| Partei                              | Kandidat                            | Stimmen                             | %                                   | ±                                   |
| ----------------------------------- | ----------------------------------- | ----------------------------------- | ----------------------------------- | ----------------------------------- |
| Conservative                        | Allan Stewart                       | 25.910                              | 49,9                                | +8,5                                |
| Labour                              | E. Sullivan                         | 12.672                              | 24,4                                | +3,6                                |
| Liberal                             | W.G.A. Craig                        | 9366                                | 18,0                                | +3,4                                |
| SNP                                 | J. Pow                              | 3989                                | 7,7                                 | −15,5                               |

### Unterhauswahlen 2005
| Ergebnisse der Unterhauswahlen 2005 | Ergebnisse der Unterhauswahlen 2005 | Ergebnisse der Unterhauswahlen 2005 | Ergebnisse der Unterhauswahlen 2005 |
| Partei                              | Kandidat                            | Stimmen                             | %                                   |
| ----------------------------------- | ----------------------------------- | ----------------------------------- | ----------------------------------- |
| Labour                              | Jim Murphy                          | 20.815                              | 43,9                                |
| Conservative                        | Richard Cook                        | 14.158                              | 29,9                                |
| Liberal Democrats                   | Gordon MacDonald                    | 8659                                | 18,3                                |
| SNP                                 | Osama Bhutta                        | 3245                                | 6,9                                 |
| Socialist                           | Ian Henderson                       | 528                                 | 1,1                                 |

### Unterhauswahlen 2010
| Ergebnisse der Unterhauswahlen 2010 | Ergebnisse der Unterhauswahlen 2010 | Ergebnisse der Unterhauswahlen 2010 | Ergebnisse der Unterhauswahlen 2010 | Ergebnisse der Unterhauswahlen 2010 |
| Partei                              | Kandidat                            | Stimmen                             | %                                   | ±                                   |
| ----------------------------------- | ----------------------------------- | ----------------------------------- | ----------------------------------- | ----------------------------------- |
| Labour                              | Jim Murphy                          | 25.987                              | 50,8                                | +6,9                                |
| Conservative                        | Richard Cook                        | 15.567                              | 30,4                                | +0,5                                |
| Liberal Democrats                   | Gordon MacDonald                    | 4720                                | 9,2                                 | −9,1                                |
| SNP                                 | Gordon Archer                       | 4535                                | 8,9                                 | +2,0                                |
| UKIP                                | Donald McKay                        | 272                                 | 0,7                                 | +0,7                                |

### Unterhauswahlen 2015
| Ergebnisse der Unterhauswahlen 2015 | Ergebnisse der Unterhauswahlen 2015 | Ergebnisse der Unterhauswahlen 2015 | Ergebnisse der Unterhauswahlen 2015 | Ergebnisse der Unterhauswahlen 2015 |
| Partei                              | Kandidat                            | Stimmen                             | %                                   | ±                                   |
| ----------------------------------- | ----------------------------------- | ----------------------------------- | ----------------------------------- | ----------------------------------- |
| SNP                                 | Kirsten Oswald                      | 23.013                              | 40,6                                | +31,7                               |
| Labour                              | Jim Murphy                          | 19.295                              | 34,0                                | −16,8                               |
| Conservative                        | David Montgomery                    | 12.465                              | 22,0                                | −8,4                                |
| Liberal Democrats                   | Graeme Cowie                        | 1069                                | 1,9                                 | −7,3                                |
| UKIP                                | Robert Malyn                        | 888                                 | 1,6                                 | +0,9                                |

### Unterhauswahlen 2017
| Ergebnisse der Unterhauswahlen 2017 | Ergebnisse der Unterhauswahlen 2017 | Ergebnisse der Unterhauswahlen 2017 | Ergebnisse der Unterhauswahlen 2017 | Ergebnisse der Unterhauswahlen 2017 |
| Partei                              | Kandidat                            | Stimmen                             | %                                   | ±                                   |
| ----------------------------------- | ----------------------------------- | ----------------------------------- | ----------------------------------- | ----------------------------------- |
| Conservative                        | Paul Masterton                      | 21.496                              | 40,0                                | +18,0                               |
| SNP                                 | Kirsten Oswald                      | 16.784                              | 31,2                                | −9,4                                |
| Labour                              | Blair McDougall                     | 14.346                              | 26,7                                | −7,3                                |
| Liberal Democrats                   | Aileen Morton                       | 1112                                | 2,1                                 | +0,2                                |

### Unterhauswahlen 2019
| Ergebnisse der Unterhauswahlen 2019 | Ergebnisse der Unterhauswahlen 2019 | Ergebnisse der Unterhauswahlen 2019 | Ergebnisse der Unterhauswahlen 2019 | Ergebnisse der Unterhauswahlen 2019 |
| Partei                              | Kandidat                            | Stimmen                             | %                                   | ±                                   |
| ----------------------------------- | ----------------------------------- | ----------------------------------- | ----------------------------------- | ----------------------------------- |
| SNP                                 | Kirsten Oswald                      | 24.877                              | 44,9                                | +13,7                               |
| Conservative                        | Paul Masterton                      | 19.451                              | 35,1                                | −4,9                                |
| Labour                              | Carolann Davidson                   | 6.855                               | 12,4                                | −14,3                               |
| Liberal Democrats                   | Andrew McGlynn                      | 4.174                               | 7,5                                 | +5,5                                |